# Garinh
|  | Aquest article tracta sobre un municipi francès. Si cerqueu l'entomòleg, vegeu «Félix Édouard Guérin-Méneville». |

Guérin (en francès Guérin) és un municipi francès situat al departament d'Òlt i Garona i a la regió de la Nova Aquitània.

## Demografia
| 1962                                       | 1968 | 1975 | 1982 | 1990 | 1999 | 2007 |
| ------------------------------------------ | ---- | ---- | ---- | ---- | ---- | ---- |
| 222                                        | 247  | 219  | 227  | 217  | 234  | 238  |
| Des de 1962: població sense dobles comptes |      |      |      |      |      |      |

## Administració
| Període | Identitat          | Partit |
| ------- | ------------------ | ------ |
| 1995-   | Rose-Marie Lainard |        |